# Opius stenopectus
Opius stenopectus är en stekelart som beskrevs av Fischer 1964. Opius stenopectus ingår i släktet Opius och familjen bracksteklar. Inga underarter finns listade i Catalogue of Life.